# Bouvardia hernan-maganae
Bouvardia hernan-maganae là một loài thực vật có hoa trong họ Thiến thảo. Loài này được Borhidi & Serrano-Cárd. mô tả khoa học đầu tiên năm 2008.